# Petar Galauner
Petar Galauner (Tomašanci, 2. travnja 1929.), hrvatski katolički svećenik, isusovac, regionalni asistent Slavenske asistencije u generalnoj kuriji Družbe Isusove u Rimu.
Godine 1946. prišao je isusovcima, a 19. srpnja 1957. u Zagrebu zaređen je za svećenika. Obnašao je razne visoke dužnosti u Družbi Isusovoj i u Crkvi u Hrvata. Obnašao je dužnost rektora Dječačkoga sjemeništa na Šalati. Bio je provincijal Hrvatske pokrajine Družbe Isusove. U Rimu je bio regionalni asistent Slavenske asistencije u generalnoj kuriji Družbe Isusove u Rimu. Bio je predavač i dužnosnik u malim sjemeništima u Dubrovniku i Zagrebu. 
Zadnje desetljeće komunizma u Europi proveo je u Rimu. Nakon toga vratio se je u Hrvatsku, u Zagrebu, gdje je na Šalati 1990. godine preuzeo službu ravnatelja Nadbiskupske klasične gimnazije. Tad je ona posala ustanovom s pravom javnosti i vraća status koji joj je jugokomunistički režim bio oduzeo - postala je ravnopravna svim sličnim obrazovnim ustanovama.
U samostalnoj Hrvatskoj aktivno je sudjelovao u osnivanju Udruge hrvatskih srednjoškolskih ravnatelja. Suradnja s prosvjetnim vlastima, ravnateljima srednjih škola i nastavnicima dala je ploda i Udruga je osnovana 1994., a Galauner je postao prvi predsjednik. 1998. godine uprava Nadbiskupske klasične gimnazije prešla je u ruke dijecezanskog svećenstva, nakon čega je pater Galauner otišao u Osijek gdje je osnovao Isusovačku klasičnu gimnaziju. Bio je ravnatelj te gimnazije od 1998. do 2001. godine.
U mirovinu je otišao 2003. godine. I nakon toga nastavio je raditi. U Beogradu je preuzeo službu superiora u rimokatoličkoj župi sv. Petra. Pratio je sve crkvene događaje u tim krajevima, među ostalim "Loyola Gimnasiuma" te internata u Prizrenu za 800 učenika i učenica, a koje je utemeljio njemački isusovac Walter Happel. 
Odlikovan je Redom Danice hrvatske s likom Antuna Radića (1995.).